# 我獨自李食堂
《我獨自李食堂》（韓語：나홀로 이식당），為韓國tvN的真人實境秀綜藝節目，由人氣綜藝節目《新西遊記》系列的羅䁐錫導演及梁正宇導演製作，並由李壽根主持。
節目設定為李壽根於江原道獨自經營餐廳。此節目為《新西遊記》系列外傳節目《去冰島的三餐》的延伸節目。節目自2020年7月31日至2020年10月9日逢星期五韓國時間晚上10時50分在tvN《暑假》結束後接續播出，以每期5分鐘的「特別形式」編成，並於節目完結後在YouTube上的Channel十五夜頻道公開完整版片段。

## 節目背景
本節目成員之一、男子組合水晶男孩隊長殷志源曾與喜劇演員李壽根出演《新西遊記》系列外傳節目《去冰島的三餐》。在該節目於2019年9月20日首播當天，節目導演羅䁐錫亦在YouTube頻道進行直播，期間提及若在節目最後一集時，該YouTube頻道的訂閱人數達到100萬，便會將李壽根及殷志源送上月球。結果《去冰島的三餐》尚未終映，YouTube頻道的訂閱人數便已突破100萬，羅䁐錫導演不但緊急開啟直播呼籲粉絲取消訂閱，其後更聯同李壽根及殷志源進行直播，表示會為兩人分別製作一個專屬節目（《我獨自生活的熊孩子志源》及《我獨自李食堂》），以代替「月球公約」。